# Chronologie de la vie de Diego Vélasquez
La chronologie de la vie de Diego Vélasquez est la suivante :

## Vie de Vélasquez

### Séville
- 1599 - Baptême à Séville le 6 juin.
- 1609 - Entrée en apprentissage chez le peintre Francisco de Herrera le Vieux à Séville.
- 1610 - Entrée en apprentissage chez le peintre Francisco Pacheco à Séville.
- 1611 - Signature du contrat d'apprentissage de 6 ans.
- 1617 - 14 mars, obtention de sa licence de maître-peintre.
- 1618 - 23 avril mariage de Vélasquez avec Juana Pacheco, fille de son professeur.
- 1619 - Naissance de sa fille Francesca.
- 1621 - Naissance d'Ignacia sa seconde fille.
- 1622 - Avril, voyage à Madrid, il découvre les collections royales mais ne parvient pas à peindre le portrait du roi.
- 1623 - Avril, voyage à Madrid avec Pacheco et son esclave-assistant Juan de Pareja. Il peint le portrait de Luis de Góngora y Argote.

### Première périodemadrilène
- 1623 - 6 octobre, il est nommé peintre du roi avec 20 ducats de salaire, sa famille s'installe à Madrid.
- 1626 - Vélasquez sollicite sans succès un poste de peintre du roi pour son beau-père Pacheco.
- 1627 - Vélasquez gagne le concours organisé par le roi Philippe IV avec son tableau L'Expulsion des morisques aujourd'hui perdu. Il est nommé huissier à la cour.
- 1628 - Vélasquez peint le Triomphe de Bacchus et accompagne Rubens, ambassadeur des Pays-Bas, pour visiter l'Escurial pendant une journée.

### Premier voyage enItalie
- 1629 - Premier voyage en Italie, il est à Rome en octobre après avoir vu Venise.
- 1630 - Séjour à Naples et rencontre avec le peintre José de Ribera El Espaňoleto. Peinture de la Forge de Vulcain.

### Seconde périodemadrilène
- 1631 - Retour à Madrid. Peinture du Prince Baltasar Carlos avec un nain.
- 1633 - Francesca épouse le peintre et assistant de Vélasquez, Juan Bautista Martinez del Mazo. Vélasquez est nommé huissier de la chambre.
- 1634 - Vélasquez est nommé officier de la garde-robe, charge qui prévoit la conservation des œuvres d'art et transfère sa charge d'huissier à son gendre.
- 1635 - Peinture de la Reddition de Breda.
- 1639 - Pacheco rédige son testament en faveur de sa fille Juana.
- 1642 - Vélasquez aide Murillo à obtenir le droit de copier les collections royales.
- 1643 - Vélasquez est nommé surintendant des travaux royaux.
- 1646 - Vélasquez est chargé des responsabilités des appartements royaux. Peinture de la Dame à l'éventail.
- 1647 - Vélasquez est nommé intendant des travaux de la salle octogonale du palais royal.
- 1648 - Le roi d'Espagne augmente son salaire à 700 ducats annuels.

### Second voyage enItalie
- 1649 - Deuxième voyage en Italie officiellement pour acquérir des œuvres d'art.
- 1650 - Vélasquez demeure à Rome et au Vatican. Peint le portrait d'Innocent X. Il est élu membre de l'académie de Saint-Luc de Rome. Juan de Pareja est affranchi à Rome.

### Troisième périodemadrilène
- 1651 - Vélasquez rentre à Madrid en juin et peint Vénus à son miroir.
- 1652 - Les importantes collections qu'il a achetées en Italie arrivent en Espagne. Il est nommé Aposentador Mayor.
- 1655 - Vélasquez reçoit l'ordre de s'installer dans une des dépendances du château de l'Alcázar royal de Madrid.
- 1656 - Peinture des Ménines.
- 1657 - Peinture des Fileuses.
- 1658 - Vélasquez est fait chevalier de l'ordre de Saint-Jacques.
- 1660 - Vélasquez organise la décoration du pavillon espagnol à l'occasion de la signature du traité de paix franco-espagnol et du mariage de l’infante Marie-Thérèse avec Louis XIV. Mort de Vélasquez le 6 août, sa femme meurt peu après.

## Postérité

### Oubli relatif de son œuvre
- 1666 - Les dettes de Vélasquez sont apurées.
- 1714 - Destruction de la tour de la Parada par les troupes autrichiennes lors de la guerre de succession d'Espagne.
- 1734 - L'atelier de Vélasquez dans l'Alcázar de Madrid occupé alors par Jean Ranc prend feu, l'incendie détruit totalement le château et de nombreuses œuvres et traces du peintre.

### Redécouverte
- 1819 - Ouverture du musée du Prado. Les œuvres qui sont restées en Espagne sont accessibles au public.
- 1880 - Période impressionniste, Vélasquez est considéré comme un avant-gardiste.
- 1920 - Fin de la période impressionniste. La réputation de Vélasquez retombe.
- 1953 - Série de Portraits d'Innocent X par Francis Bacon.
- 1957 - Las Meninas par Pablo Picasso.